# Chimist
Chimistul este un om de știință cu pregătire în domeniul chimiei. Chimiștii studiază compoziția materiei și proprietățile sale: densitatea, aciditatea etc. Totodată, aceștia descriu cantitativ rezultatul studiilor lor, despre proprietăți atomice, cu detalii despre moleculele unor compuși și atomi care le compune. Mai măsoară proprietățile substanțelor, reacțiile chimice, și alte proprietăți chimice mai puțin cunoscute de orice om de rând.
Chimiștii își folosesc cunoștințele pentru a afla compoziția și proprietățile unor substanțe speciale și puțin cunoscute. Pregătire similară chimiștilor au specialiști in știița materialelor.

## Istorie

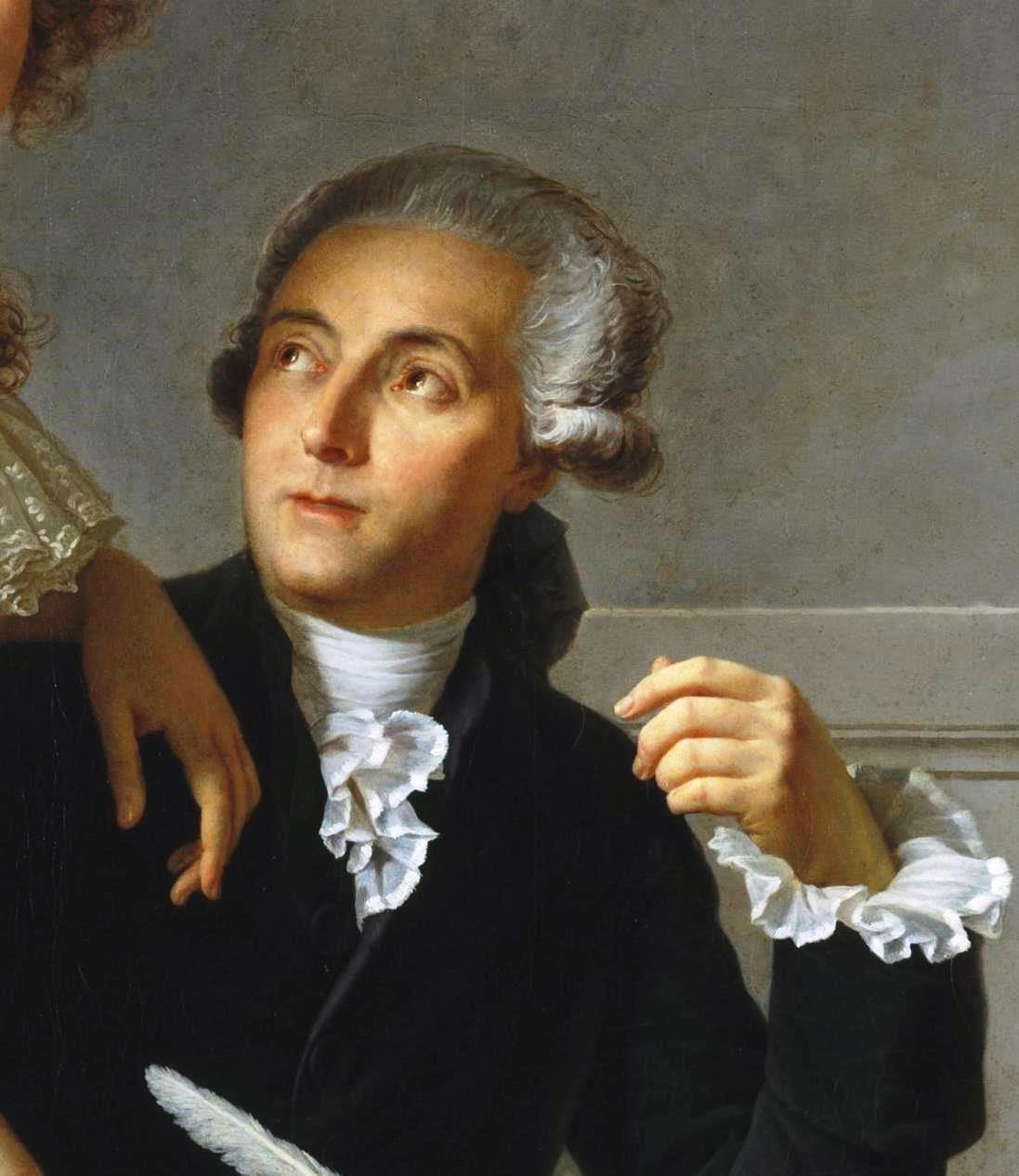
Antoine Lavoisier, considerat Părintele Chimiei Moderne

Pentru detalii, vezi Istoria chimiei
Baza chimiei, se poate spune și așa, a fost pusă când omul a descoperit focul. Focul a fost considerat o forță mistică ce avea puterea de a transforma o substanță în altă. Noi știm astăzi că focul oxidează elementele. Focul a fost unul dintre primele interese ale omului primitiv, producând fenomenul de descoperire a primelor elemente chimice, anume fierul, cuprul și alte materiale, ca sticla.
După aurul a fost descoperit, devenind unul dintre cele mai remarcate metale prețioase, multe persoane au devenit interesate cum să găsească un mod de a transforma alte substanțe în aur. Acest fapt a condus la formarea unei noi pseudoștiințe, anume alchimia. 
Însă, numele de chimist derivă din substantivul latinesc chimista, o abreviere a cuvântului alchimista (Alchimist).
Alchimiștii au descoperit multe procedee chimice ce au condus la dezvoltarea chimiei moderne. Chimia, așa cum o cunoaștem noi în prezent, a fost inventată de către Antoine Lavoisier, cu ajutorul idei sale despre Conservarea masei din 1783.
Descoperirea elementelor chimice a fost un proces lung și istoric ce a fost precedat de crearea Tabelul periodic al elementelor, de către Dimitri Mendeleev.
Premiul Nobel pentru Chimie, creat în 1901, a fost cursa pentru descoperirea de noi substanțe și elemente chimice, ce au dezvoltat foarte mult chimia de la începutul secolului al XX-lea.

## Studiul chimiei
Pentru ca un chimist să fie aprobat la un loc de muncă, acesta are nevoie de o diplomă de licență, iar pentru ranguri mai mari (de exemplu, pentru un loc de cercetare științifică), chimiștii au nevoie de o diplomă de masterat sau de doctorat. Însă, chimiștii trebuiau să aibă și o cultură generală în știință foarte dezvoltată, pentru a putea fi cercetători.
La nivel de masterat, studenții în chimie tind să se specializeze în particular, unde pot aprofunda biochimie, chimie nucleară, chimie anorganică, chimie organică, chimie analitică, chimie teoretică și chimie fizică.